# 數位新聞倡議
数位新闻倡议（Digital News Initiative），或譯數位新聞計畫，是Google创建的欧洲组织，旨在“通过技术创新支持高品質的新闻”。
2015年，Google啟動該倡議。
該倡議包括約1.5亿欧元的“创新基金”。2018年，該基金資助了欧洲新闻机构461项計畫。
2018年，Google進一步推動Google新聞倡議計畫（Google News Initiatives, GNI）。
尽管在網路政策網2020年报告中，Google接受網路政策網的工具與要求，但Google仍受新闻業普遍的怀疑。

## 目标
Google该倡议的目标描述为“帮助新闻业在数位时代蓬勃发展”。 該倡議的目標分为四个方面： 
- 對抗假訊息
- 讲述本地故事
- 提高数位收入
- 探索新技术

然而，德国的網路政策網报道称，數位新聞倡議基金執行長Veit Dengler将該倡議描述为“Google赢得欧洲出版业的公关工具”。 

## 外部連結
- 官方網站 （页面存档备份，存于）（英文）
- Google與新聞生態系合作白皮書 （页面存档备份，存于）（繁體中文）